# III Brigada Aérea (Bolivia)
La III Brigada Aérea es una unidad perteneciente a la Fuerza Aérea Boliviana con base en la ciudad de Santa Cruz de la Sierra. Fue establecida el 3 de enero de 1986 y su misión es conducir las operaciones aéreas en su zona de influencia.
Hacia 2012, estaba compuesta por:
- el Grupo Aéreo de Caza 32;
- el Grupo Aéreo de Entrenamiento 21;
- el Grupo Aéreo 61;
- el Grupo Aéreo 83;
- la Fuerza de Tarea Aérea «Diablos Rojos»;
- el Grupo de Artillería y Defensa Aérea 93;
- y el Servicio de Mantenimiento 3.

Hasta 1990, la III Brigada fue compuesta por los Grupos Aéreos 33 y 63.